# エレメンツ・パート1
『エレメンツ・パート1』（Elements, Pt. 1 ）は、フィンランドのメロディックパワーメタルバンド、ストラトヴァリウスの9枚目のスタジオアルバムである。

## 概要
2000年発表の前作『インフィニット』より約3年ぶりのスタジオアルバムである。『インフィニット』ツアーや各国のメタルフェスティバル出演も大成功に終わり、その後バンドはオフとなり、ティモ・トルキとティモ・コティペルトはそれぞれソロアルバムをリリースしていた。2001年10月からトルキは短期間で25曲を書き上げ、当初は2枚組アルバムにする予定であったが、レコード会社から難色を示されたため、地球を構成する要素（エレメンツ）である「怒り・悲しみ・喜び・恐れ」と言ったものをテーマとし、「火と水」をテーマにしたこのアルバムと「土と風」をテーマにした『エレメンツ・パート2』に分けて発表した。
1曲目の「イーグルハート」はトルキ作曲・コティペルト作詞、その他の作品はすべてトルキによる作詞・作曲である。トルキが以前から興味を持っていた心理学やサイコテラピーのカウンセリングを受けることで感じた人生観や死生観が描かれた歌詞で構成されており、シンフォニックな大作が多くを占めている。4曲目「ファンタジア」は映画『ネバーエンディング・ストーリー』に登場する空想の国ファンタージェンについて書かれた曲である。

## 収録曲
1. "イーグルハート" - "Eagleheart" – 3:50
2. "ソウル・オブ・ヴァガボンド" - "Soul of a Vagabond" – 7:22
3. "ファインド・ユア・オウン・ヴォイス" - "Find Your Own Voice" – 5:12
4. "ファンタジア" - "Fantasia" – 9:56
5. "ラーニング・トゥ・フライ" - "Learning to Fly" – 6:22
6. "パピヨン" - "Papillon" – 7:00
7. "ストラトフォートレス" - "Stratofortress" (Instrumental) – 3:25
8. "エレメンツ" - "Elements" – 12:00
9. "ア・ドロップ・イン・ジ・オーシャン" - "A Drop in the Ocean" – 6:49

Bonus
1. "パピヨン (フランス語バージョン)" – "Papillon (French version)" - 7:00 (フランス版収録)
2. "イントゥ・ディープ・ブルー" - "Into Deep Blue" - (日本版収録)

オンラインショップ『Stratoshop』限定2枚組ボーナストラック
1. "Eagleheart (demo)"
2. "Soul of a Vagabond (demo)"
3. "Find Your Own Voice (demo)"
4. "Fantasia (demo)"
5. "Learning to Fly (demo)"
6. "Papillon (demo)"
7. "Stratofortress" (Instrumental) (demo)
8. "Elements (demo)"
9. "A Drop in the Ocean (demo)"
10. "Run Away" (b-side from "Eagleheart" single)

## 参加ミュージシャン
- ティモ・コティペルト - Vocals
- ティモ・トルキ - Guitar
- ヤリ・カイヌライネン - Bass
- イェンス・ヨハンソン - Keyboards
- ヨルグ・マイケル - Drums